# Herceg-Bosnas flagga

Herceg-Bosnas flagga

Herceg-Bosnas flagga var en flagga för den kroatiska republiken Herceg-Bosna mellan 1991 och 1994. Sedan dess har den varit den inofficiella flaggan för bosnienkroaterna. Flaggan är baserad på Kroatiens flagga men skiljer sig i sköldens utformning.
Efter att Herceg-Bosna uppgick i förbundsrepubliken Bosnien och Hercegovina användes denna flagga, eller flaggor direkt baserade på denna, som officiell flagga för tre kroatdominerade kantoner från 1996 (kanton 10, Posavina kanton samt västra Hercegovina kanton). Ustavni sud Federacije Bosne i Hercegovine, den domstol i Bosnien och Hercegovina som svarar för att upprätthålla landets grundlag, kom 1998 fram till att flaggans bruk som officiell stred mot grundlagen. Domstolen menade att flaggans officiella bruk stred mot de grundlagsskyddade lika rättigheterna mellan kroater och bosniaker.

## Källförteckning
1. ↑  ”U-7/98”. www.ustavnisudfbih.ba. https://www.ustavnisudfbih.ba/bs/open_page_nw.php?l=bs&pid=178. Läst 16 augusti 2025.
2. ↑  ”U-11/97”. www.ustavnisudfbih.ba. Arkiverad från originalet den 19 april 2008. https://web.archive.org/web/20080419115156/http://www.ustavnisudfbih.ba/bos/odluke/odluke/u11_97.htm. Läst 16 augusti 2025.